# Grand Lake (Colorado)
Pour les articles homonymes, voir Grand Lake.
Grand Lake est une ville américaine située dans le comté de Grand dans le Colorado.
Selon le recensement de 2010, Grand Lake compte 471 habitants. La municipalité s'étend sur 1,06 milles carrés (2,75 km2).
La ville doit son nom au fleuve Colorado, qui s'appelait Grand River jusqu'en 1921.

## Démographie
| 1950 | 1960 | 1970 | 1980 | 1990 | 2000 |
| ---- | ---- | ---- | ---- | ---- | ---- |
| 309  | 170  | 189  | 382  | 259  | 447  |

| 2010 | - | - | - | - | - |
| ---- | - | - | - | - | - |
| 471  | - | - | - | - | - |